# Anne Chevalier
Anne Chevalier (25 mei 1965) is een tennisspeelster uit Frankrijk.
In 1979 speelde Chevalier op Roland Garros bij het enkelspel, en bij het gemengddubbelspel.